# 인웨타이
인웨타이(YinYueTai, 중국어 간체: 音悦Tai, 중국어 번체: 音悅Tai, 병음: Yīn yuè tái)는 중국의 뮤직 비디오 공유 웹사이트이다. 2009년에 시작된 이 사이트는 2015년까지 중국에서 가장 많이 방문한 뮤직 비디오 웹사이트가 되었다. 2019년 12월 현재 인웨타이는 폐쇄되었다는 소문이 있다.
이 웹사이트는 2010년에 뮤직 비디오의 인기 순위를 매긴 차트를 처음으로 게시했으며, 2016년 빌보드는 인웨타이와 제휴하여 웹사이트에 중국 V 차트를 게시했다. 2013년부터 인웨타이는 아시아 전역의 음악 아티스트에게 경의를 표하는 연례 V 차트 어워드를 주최했다.

## 저작권
소니 뮤직 엔터테인먼트, 유니버설 뮤직 그룹, 워너 뮤직 그룹, 록 레코드, B'in Music, 에이벡스 그룹, SM 엔터테인먼트, JYP 엔터테인먼트, 그리고 문화방송, 한국방송공사 등의 해외 방송국과 저작권 계약을 맺었다.